# Нур (хребет)
Нур (тур. Nur Dağları — горы Святого Света, Gâvur Dağları — горы неверных [имеются в виду Армяне с точки зрения мусульман], Amanos Dağları) — горный хребет на юго-востоке Малой Азии, в турецком иле Хатай. Простирается от окрестностей города Кахраманмараш на юго-запад к Средиземному морю, практически параллельно заливу Искендерун. Высочайшая вершина — гора Боздаг (Bozdağ, Мгра, арм. Մղրա) высотой 2240 м над уровнем моря.
На севере ила горный хребет пересекает Европейский маршрут E90.

## История
В античную эпоху назывались Ама́н (др.-греч. Ἀμανός, лат. Amanus). 
Перейдя через гору возле так называемых Аманикских Ворот, Дарий очутился в тылу Александра перед битвой при Иссе в 333 году до н. э.
В южной части гор находились «ворота» из Киликии в Сирию (ныне перевал Белен), которыми, вероятно, прошёл Кир Младший.
Здесь часто останавливались римляне: так, во время 3-й Митридатовой войны креатура Гнея Помпея Афраний в 65 до н. э., следуя со своим патроном к югу, покорил проживавших в районе Аманских гор набатейских арабов. Позднее, осенью 51 года до н. э., сюда из киликийского Тарса прибыл Цицерон, который благодаря военному опыту легата Гая Помптина истребил в этих местах «великое множество» исконных врагов Рима, в отличие от неудачливого Бибула.
В Средние века служил границей Сирии и Киликийской Армении (ныне это — часть южной Турции). Горы Нур являлись естественной границей между следующими районами Киликийской Армении:
- Росикян, Чкер, Тиль-Амтун с одной стороны и
- Мараш, Курис — с другой.

Одна из вершин Нурских гор — Муса-Даг (1355 м) — прославлена героической 53-дневной самообороной местных армян.
Принадлежность восточной части хребта Турции не признавалась Сирией вплоть до 2005 года и была причиной напряжённости в отношениях между Турцией и Сирией.